# Голеш
Голеш (рум. Goleș) — село у повіті Хунедоара в Румунії. Входить до складу комуни Топліца.
Село розташоване на відстані 296 км на північний захід від Бухареста, 25 км на південний захід від Деви, 138 км на південний захід від Клуж-Напоки, 118 км на схід від Тімішоари.

## Населення
За даними перепису населення 2002 року у селі проживала 21 особа, усі — румуни. Усі жителі села рідною мовою назвали румунську.